# Muzaffarpur
Muzaffarpur è una suddivisione dell'India, classificata come municipal corporation, di 305.465 abitanti, capoluogo del distretto di Muzaffarpur e della divisione di Tirhut, nello stato federato del Bihar. In base al numero di abitanti la città rientra nella classe I (da 100.000 persone in su).

## Geografia fisica
La città è situata a 26° 7' 0 N e 85° 24' 0 E e ha un'altitudine di 46 m s.l.m..

## Società

### Evoluzione demografica
Al censimento del 2001 la popolazione di Muzaffarpur assommava a 305.465 persone, delle quali 163.907 maschi e 141.558 femmine. I bambini di età inferiore o uguale ai sei anni assommavano a 40.949, dei quali 21.752 maschi e 19.197 femmine. Infine, coloro che erano in grado di saper almeno leggere e scrivere erano 214.188, dei quali 122.470 maschi e 91.718 femmine.